# Orvasca irrorata
Orvasca irrorata är en fjärilsart som beskrevs av Moore 1859. Orvasca irrorata ingår i släktet Orvasca och familjen tofsspinnare. Inga underarter finns listade i Catalogue of Life.